# Acontia miegii
Acontia miegii is een vlinder van de familie van de uilen (Noctuidae). De wetenschappelijke naam van deze soort is voor het eerst voorgesteld door Paul Mabille in een publicatie uit 1882.
De soort komt voor op Madagaskar.